# Atlant-Soyuz Airlines
Atlant-Soyuz Airlines (del ruso: Авиакомпания Атлант-Союз), conocida como Moscow Airlines (del ruso: Авиакомпания Москва) entre 2010 y 2011,  fue una aerolínea rusa con sede en Moscú. Operó vuelos nacionales e internacionales desde el Aeropuerto Internacional de Moscú entre 1993 y 2011.

## Historia

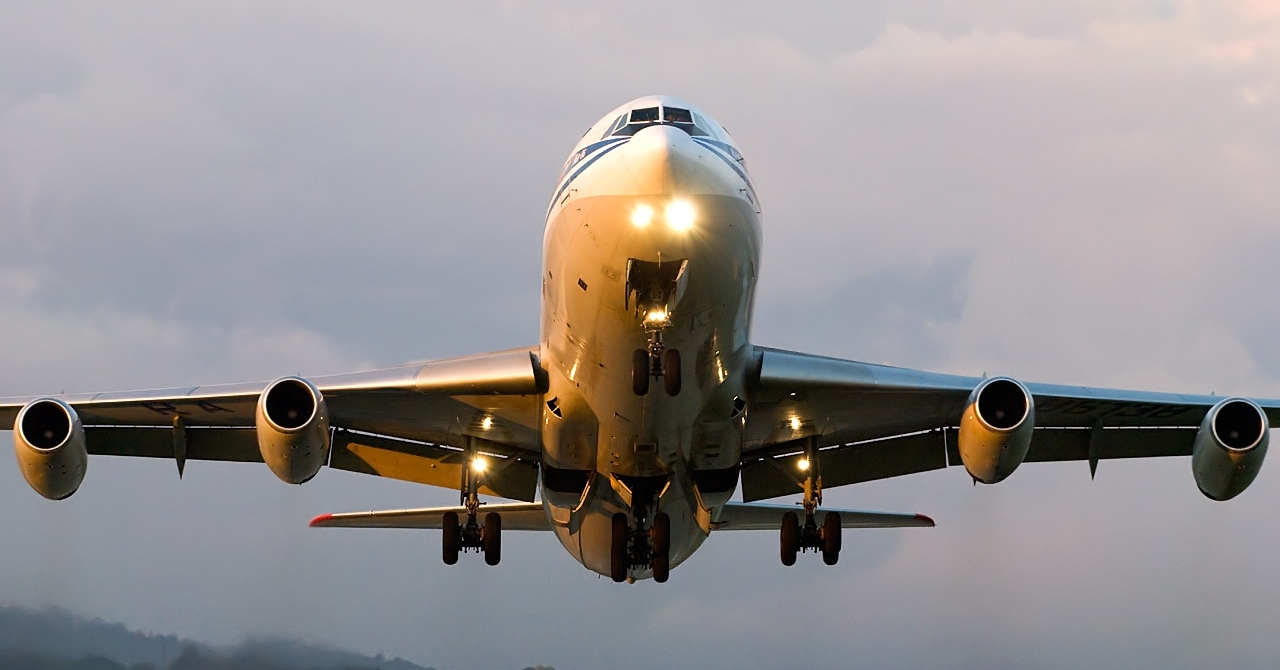
Un Ilyushin Il-86 de Atlant-Soyuz en el Aeropuerto Internacional de Sochi en 2010.

Atlant-Soyuz Airlines fue fundada y comenzó a operar en junio de 1993, ofreciendo vuelos de pasajeros y de carga utilizando aeronaves de fabricación soviética. El primer avión Boeing fue agregado a la flota en 2006. En 2007, la empresa pertenecía 75 por ciento a inversores privados y 25 por ciento a la ciudad de Moscú y tenía 726 empleados. Los planes iniciales para una empresa conjunta con la aerolínea de carga estadounidense, Evergreen International Airlines, nunca se materializaron.
El 17 de septiembre de 2010, la aerolínea fue rebautizada como Moscow Airlines. Después de este paso, todos los aviones de carga Ilyushin Il-76 fueron retirados de la flota, que marcó el fin de los vuelos de carga. El 17 de enero de 2011, Moscow Airlines interrumpió todas las actividades de vuelo y la compañía entró en liquidación.

## Destinos

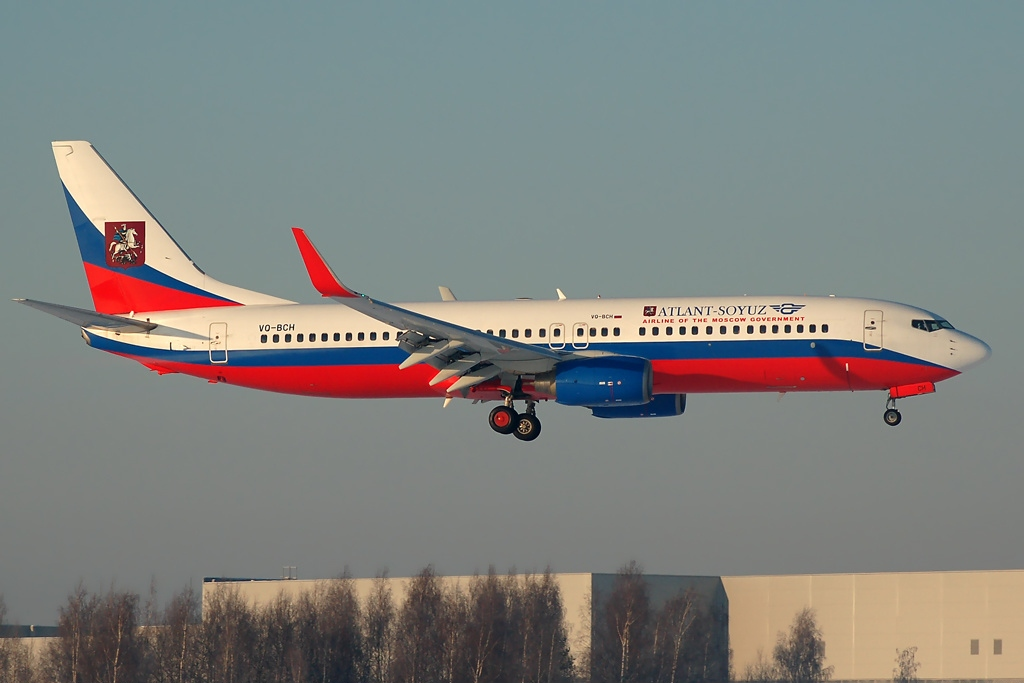
Un Boeing 737-800 de Atlant-Soyuz Airlines se aproxima al Aeropuerto Internacional de Moscú-Vnúkovo en 2010.

A diciembre de 2010 Moscow Aerolíneas sirvió a los siguientes destinos programados:
- Azerbaiyán
  - Ganja - Aeropuerto de Ganja
  - Najicheván - Aeropuerto de Najicheván

- República Checa
  - Brno - Aeropuerto de Brno-Tuřany

- Rusia
  - Gelendzhik - Aeropuerto de Gelendzhik
  - Moscú - Aeropuerto Internacional de Moscú hub
  - Sochi - Aeropuerto Internacional de Sochi

- Tayikistán
  - Dusambé - Aeropuerto Internacional de Dusambé

- Uzbekistán
  - Bujará - Aeropuerto Internacional de Bujará
  - Ferganá - Aeropuerto de Ferganá
  - Samarcanda - Aeropuerto de Samarcanda
  - Taskent - Aeropuerto Internacional de Taskent

## Flota
A partir de noviembre de 2010, Moscow Airlines operó con una flota de 8 aviones Boeing 737 con una edad media de 12,8 años  para vuelos regulares de pasajeros. Además, poseía varias aeronaves Tupolev y Ilyushin, que en su mayoría se utilizaban en rutas chárter.
| Aaeronave       | Total | Pedidos | Pasajeros | Pasajeros | Pasajeros | Pasajeros |
| Aaeronave       | Total | Pedidos | C         | Y+        | Y         | Total     |
| --------------- | ----- | ------- | --------- | --------- | --------- | --------- |
| Boeing 737-300  | 2     | —       | 8         | 0         | 120       | 128       |
| Boeing 737-800  | 6     | 2       | ? 0       | 0         | ? 189     | 162 189   |
| Ilyushin Il-86  | 5     | —       | 0         | 0         | 350       | 350       |
| Tupolev Tu-154M | 2     | —       | 8 0       | 0         | 150 176   | 158 176   |